# Guy Ier de Vignory
Pour l’article homonyme, voir Guy de Vignory.
Guy Ier de Vignory († avant 1040) est le premier seigneur connu de Vignory, au milieu du XIe siècle. Il pourrait être le fils de Raoul Barbeta et d'une sœur de Lambert de Bassigny.

## Biographie
Il serait le fils de Raoul Barbeta, un normand venu s'installer à Vignory, et d'une sœur de Lambert de Bassigny, évêque de Langres et probable unique héritier des comtes du Bassigny et du Bolenois. Ce dernier, une fois devenu évêque, aurait partagé ces deux comtés en plusieurs fiefs qu'il aurait transmis à ses proches, formant ainsi les châtellenies de Choiseul, Clefmont, Sexfontaines et Vignory.
Guy Ier serait ainsi devenu le premier seigneur de Vignory.
Il fait construire le château de Vignory et fonde en 1032 l'église Saint-Étienne dans laquelle il installe un collège de chanoines. Son fils Roger remplacera plus tard ces chanoines par des moines qui y fonderont le prieuré de Vignory.

## Mariage et enfants
Le nom de son épouse est inconnu (peut-être prénommée Mathilde), mais il a au moins deux enfants :
- Roger de Vignory, qui succède à son père ;
- Girard de Vignory, prévôt et archidiacre à Langres ;
- peut-être Ingelbert de Vignory, seigneur d'Ambonville, dont le fils Milon de Vignory aurait participé à la première croisade en 1099[4].

## Source
- Marie Henry d'Arbois de Jubainville, Histoire des Ducs et Comtes de Champagne, 1865.
- Jules d'Arbaumont, Cartulaire du Prieuré de Saint-Etienne de Vignory, 1882.